# Elżbieta Heska
Elżbieta Heska (ur. 13 lutego 1539  – zm. 14 marca 1582) – księżniczka Heska, żona elektora Palatynatu Ludwika VI
Była córką Filipa langrafa Hesji (1504-1567) i Krystyny księżniczki saksońskiej (1505-1549). Jej dziadkami byli Wilhelm II Heski i Anna von Mecklenburg-Schwerin oraz Jerzy Wettyn książę Saksonii i Barbara Jagiellonka.
8 lipca 1560 poślubiła elektora Palatynatu Ludwika VI. Ich dziećmi byli:
- Anna Maria (1561-1589) – żona Karola IX Wazy późniejszego króla Szwecji
- Elżbieta (1562)
- Dorota (1565)
- Dorota (1566-1568)
- Fryderyk (1567)
- Jan (1569)
- Ludwik (1570-1571)
- Katarzyna (1572-1586)
- Krystyna (1573-1619)
- Fryderyk IV (1574-1610) – elektor Palatynatu
- Filip (1575)
- Elżbieta (1576-1577)